# Stokoe-Notation
Die Stokoe Notation (ˈstoʊki) ist die erste phonetische Schrift der modernen Gebärdensprachforschung für Gebärdensprachen.
Sie wurde von William Stokoe für die American Sign Language (ASL), mit lateinischen Buchstaben und Zahlen benutzt für die Handformen im Fingeralphabet, und ikonische Zeichen zum Beschreiben der Position, Bewegung, und Orientierung der Hände. Sie wurde zuerst in "the organizing principle of Sign Language Structure: An Outline of the Visual Communication Systems of the American Deaf" (1960) publiziert, und später auch im "A Dictionary of American Sign Language on Linguistic Principles. Im Wörterbuch von 1965 wurden die Gebärden alphabetisch entsprechend ihrer Stokoe Notation selbst arrangiert, anstatt, wie in anderen Gebärdensprach-Wörterbüchern, nach ihren englischen Glossen geordnet zu werden. Das macht es zum einzigen ASL-Wörterbuch, wo der Leser zuerst die Gebärde nachschauen könnte, ohne zu wissen, wie er es ins Englische übersetzen könnte. Die Stokoe Notation wurde später von anderen Forschenden für die British Sign Language (BSL) und die Australian Aboriginal sign languages adaptiert. In jedem Fall modifizierten die Forscher das (Stokoe) Alphabet um Phoneme für Kontaktstellen (c - contact) und die genauen Handstellungen (o - orientation), die nicht in ASL vorkamen, unterzubringen.
Die Stokoe Notation wird hauptsächlich von Linguisten und anderen Forschenden genutzt. Die Notation ist linear auf der Seite arrangiert und kann mit einer Tastatur, die die richtige Schriftart installiert hat, geschrieben werden. Im Gegensatz zu anderen Gebärdenschriften wie SignWriting oder dem Hamburger Notations-System basiert sie auf dem Lateinischen Alphabet und ist phonemisch, beschränkt auf die Symbole die für die Anforderungen von ASL (oder erweitert für BSL etc.) benötigt werden und berücksichtigen nicht alle möglichen Gebärden. Zum Beispiel gibt es nur ein einziges Symbol für Kreisbewegungen, egal ob die Bewegung horizontal oder vertikal ausgeführt wird.

## Schreibrichtung
Die Stokoe Notation wird horizontal von links nach rechts wie das Lateinische Alphabet (plus begrenzter vertikaler Stapel von Bewegungssymbolen, und einigen diakritischen Markierungen über oder unter anderen Symbolen) geschrieben. Dies kontrastiert mit SignWriting, welches vertikal von oben nach unten (plus teilweiser freier zweidimensionaler Platzierung von Komponenten innerhalb des einzelnen Gebärdensymbols) geschrieben wird.

## Symbolinventar
Stokoe prägte die Begriffe tab ("tabula" oder Ausführungsort), dez ("designator" oder Handform & -orientierung), und sig ("signation" oder Bewegung & Aktion). Diese werden verwendet, um Merkmale von Gebärdensprachphonemen zu kategorisieren, ähnlich wie die Unterscheidung zwischen Konsonanten, Vokalen und Tönen wie bei der Beschreibung von mündlicher Lautsprachen verwendet werden. Ein Gebärdensymbol wird in der Reihenfolge tab-dez-sig: TDs geschrieben. Die zusammengesetzten Gebärdensymbole werden durch einen doppelt gestrichelten geraden Strich getrennt TDs¦¦TDs.
Eine Schwäche des Systems besteht darin, dass es keine Symbole für Gesichtsausdruck, Mund, Blick und Körperhaltung ermöglicht, da Stokoe ihre Phonemik in ASL nicht ausgearbeitet hat. Die verbale Flexion und nicht-lexikalische Bewegung ist umständlich zu notieren, und neuere Analysen wie die von Ted Supalla haben Stokoes Bewegungsphonemen widersprochen. Es gibt auch keine Bestimmung zum Repräsentieren der Beziehung zwischen Gebärden in ihrem natürlichen Kontext, was den Nutzen der Notation auf lexikalische Ebene oder Wörterbuchebene beschränkt. Dennoch zeigte Stokoe zum ersten Mal, dass eine Gebärdensprache wie jede andere Lautsprache phonemisch geschrieben werden kann.
In den Tabellen unten ist die erste Spalte eine webbasierte Annäherung an das Stokoe-Symbol unter Verwendung des in Unicode verwendeten Inventars und die zweite ist eine ASCII-Ersetzung zum Zwecke der Anführung der folgenden Beispiele. Für die richtige Anzeige der dritten Spalte ist die Stokoe-Schriftart erforderlich, die unter dem externen Link unten verfügbar ist; ohne diese/n Schriftart/Font, sieht man das entsprechende ASCII-Zeichen, wie es in Mandel (1993) verwendet wird.

### Tab(Ausführungsort)
Die tab-Symbole sind Nullzeichen für einen neutralen Ausführungsort und ikonische Symbole für die Teile des Kopfes, der Arme und des Rumpfes. Darüber hinaus können die folgenden dez-Symbole (Handform) zur Anzeige, dass es sich bei der Position um die passive Hand in einer bestimmten Form handelt, verwendet werden.
| Unicode-Annäherung | ASCII-Annäherung | Stokoe** | Beschreibung                                             |
| ------------------ | ---------------- | -------- | -------------------------------------------------------- |
| Ø                  | 0                | 0        | neutraler Ausführungsort                                 |
| ⩇                  | Q                | h        | Gesicht oder ganzer Kopf (Symbol ist überlagert ᴖ und ᴗ) |
| ∩                  | P                | u        | Stirn, Augenbrauen oder oberes Gesicht                   |
| ⊔                  | T                | m        | Augen, Nase oder mittleres Gesicht                       |
| ∪                  | U                | l        | Lippen, Kinn oder unteres Gesicht                        |
| Ȝ                  | }                | c        | Wange, Schläfe, Ohr oder seitliches Gesicht              |
| Π                  | N                | k        | Nacken                                                   |
| [ ]                | [ ]              | []       | Rumpf, Schultern, Brust, Rücken                          |
| Ƨ                  | 7                | i        | nicht-dominanter Oberarm                                 |
| √                  | J                | j        | nicht-dominanter Ellbogen, Unterarm                      |
| ɑ                  | 9                | a        | Innenseite des Handgelenks                               |
| ɒ                  | 6                | b        | Rückseite des Handgelenks                                |

Eine Handform gegeben (dez) ⟨D⟩,* ⟨QD⟩ wird D am Gesicht gebärdet, ⟨JD⟩ dieselbe Handform am Ellbogen gebärdet, und ⟨9D⟩ auf der Innenseite des Handgelenks.
* "D" ist nicht für eine bestimmte Handform, aber es springt hier ein für was immer dez benutzt wird.
** Für eine ordnungsgemäße Anzeige ist die Installation der Stokoe-Schriftart erforderlich, die unter dem externen Link unten verfügbar ist.

### Dez(Handform)
Die Symbole für Handformen sind vom ASL-manual-alphabet genommen: ⟨A⟩ repräsentiert eine Faust, die Handform ist für ein daktylisiertes "A" (und also "S" und "T", seit die Differenz nicht bedeutsam außerhalb Daktylieren und Initialismen); ⟨B⟩ repräsentiert eine Flachhand, die Handform ist für ein daktylisiertes "B" und "4", etc. Wenn dez zwei Hände involviert, werden zwei Buchstaben benutzt.
Dez-Symbol kann man auch als tabs verwendet werden. Zum Beispiel repräsentiert ⟨QB⟩ eine Flachhand, B, ausgeführt am Gesicht, Q, und <BB> repräsentiert eine dominante Flachhand B wirkt auf die passive Flachhand B ein. Letzteres ist eindeutig von zwei B-Händen gemeinsam agierend durch Verwendung eines anderen Buchstabens für den tab, wie zum Beispiel ⟨ØBB⟩ für zwei B-Hände die in neutralem Raum agieren, oder ⟨QBB⟩ für beide Hände am Gesicht.
Außer der Handform, beinhaltet dez ihre Orientierung. Dies ist angegeben, wenn nötig, mit Indizes, welche  in den nächsten Abschnitt einführen.
| A | Faust (wie ASL 'a', 's' oder 't')                                                        |
| B | Flachhand (wie ASL 'b' oder '4')                                                         |
| 5 | Spreizhand (wie ASL '5')                                                                 |
| C | hohle Hand (wie ASL 'c' oder mehr offen)                                                 |
| E | Klauenhand (wie ASL 'e' oder mehr klauenartig)                                           |
| F | okay-Hand (wie ASL 'f'; Daumen & Zeigefinger berühren oder gekreuzt)                     |
| G | Zeigehand (wie ASL 'g' 'd' oder '1')                                                     |
| H | Zeige- + Mittelfinger zusammen (wie ASL 'h,' 'n' oder 'u')                               |
| I | kleiner Finger (wie ASL 'i')                                                             |
| K | Daumen berührt Mittelfinger zu V (wie ASL 'k' oder 'p')                                  |
| L | Angler-Hand, Daumen + Zeigefinger (wie ASL 'l')                                          |
| 3 | Fahrzeugklassifiziererhand, Daumen + Zeige- + Mittelfinger (wie ASL '3')                 |
| O | konische Hand, Fingers gebogen zur Berührung der Daumenspitze (wie ASL 'o')              |
| R | gekreuzte Finger (wie ASL 'r')                                                           |
| V | spreizen von Zeige- + Mittelfinger (wie ASL 'v' oder '2')                                |
| W | Daumen berührt kleinen Finger (wie ASL 'w')                                              |
| X | Haken-Hand (wie ASL 'x')                                                                 |
| Y | Hörner-Hand (wie ASL 'y' oder wie Finger- + kleiner Finger)                              |
| 8 | gebeugter Mittelfinger; kann den Daumen berühren (wie ASL '8', häufiges Allophone von Y) |

Es gibt drei diakritische Zeichen die modifiziert die Form der dez. Ein darüber platzierter Punkt zeigt an, dass ein Finger, der normalerweise nicht zu sehen ist,  hervorsticht, weil er normalerweise an der Herstellung des Zeichens beteiligt ist. Zum Beispiel ist, ⟨Ȧ⟩ (ascii 'A) eine Faust mit ausgestrecktem Daumen, wie in ⟨UȦᶠ⟩ not. Drei Punkte oder kreuzt einen Buchstaben an zeigt die Finger gebeugt, sodass ⟨B⃛⟩ (ascii ;B) eine gebeugte Flachhand, und ⟨V⃛⟩ (;V) zwei gebeugte Finger sind. Der Unterarm tab gebärdet vorangestellt zum dez (ascii j) zeigt, dass der Unterarm prominent in der Produktion der Gebärde ist, wie in ⟨Bɑ jB^ω⟩ tree.

### Sig(Bewegung) unddezHandstellung
Die Bewegung der Hand, oder sig, ist mit hochgestellten Buchstaben nach dem dez geschrieben, wie D# (jedes dez D welches schließt). Mehrere Bewegungen sigs sind linear arrangiert, wenn die Bewegungen fortlaufend sind, wie in TD×∨× (jedes dez D, welches einen tab T berührt, nach unten bewegt, und berührt sich wieder),1 aber gestapelt eins über den anderen, wenn gleichzeitig gebärdet, wie in TD×ͮ (ein dez welches sich nach unten bewegt während es in Kontakt mit dem tab steht).2
Ein Punkt platziert über dem sig zeigt an, dass die Bewegungen scharf ist, wie in TD×̇ (scharfer Kontakt von dem dez D),3 während ein Punkt nach dem sig platziert anzeigt, dass die Bewegung wiederholt wird, wie in TD×· (wiederholter Kontakt von dem dez; TDx" in ASCII).
Eine Tilde mit einer Zwei-Hand dez, TDDs~, zeigt an, dass zuerst eine Hand das sig performt, dann die andere. Ohne die Tilde, sind beide Hände verstanden um zu handeln.
Eine Teilmenge der sig-Symbole ist für die Bewegung benutzt, auch um die Handstellung anzugeben. In dieser Verwendung werden sie nach dem dez tiefgestellt und nicht, wie in D# hochgestellt (jedes dez D, welches aus geschlossenen startet).4 Stokoe analysiert die Handstellung als Teil vom tab, die Handform.
| Bewegung (sig) | Bewegung (sig) | Bewegung (sig) | Bewegung (sig)                                         | Handstellung (dez) | Handstellung (dez) | Handstellung (dez) | Handstellung (dez)                                |
| Unicode        | ASCII          | Stokoe*        | Beschreibung                                           | Unicode            | ASCII              | Stokoe*            | Beschreibung                                      |
| -------------- | -------------- | -------------- | ------------------------------------------------------ | ------------------ | ------------------ | ------------------ | ------------------------------------------------- |
| Dʌ             | D^             | D^             | nach oben bewegen                                      | Dʌ                 | ^D                 | D^                 | nach oben zugewandt oder zeigend                  |
| Dv             | Dv             | Dv             | nach unten bewegen                                     | Dv                 | vD                 | Dv                 | nach unten zugewandt oder zeigend                 |
| Dɴ             | Dw             | Dʳ             | nach oben und unten bewegen                            | —                  | —                  | —                  | —                                                 |
| D>             | D>             | D>             | zur dominanten Seite                                   | D>                 | >D                 | D>                 | zur dominanten Seite zugewandt                    |
| D<             | D<             | D<             | zum Zentrum oder nicht-dominanter Seite                | D<                 | <D                 | D<                 | zum Zentrum oder nicht-dominanter Seite zugewandt |
| D≷             | Dz             | Dᶻ             | von einer Seite zur anderen Seite                      | —                  | —                  | —                  | —                                                 |
| D⊤             | Dt             | Dᵗ             | gegenüber dem Gebärdenden                              | D⊤                 | tD                 | Dt                 | Gebärdenden zugewandt                             |
| D⊥             | Df             | Df             | weg vom Gebärdenden                                    | D⊥                 | fD                 | Df                 | vom Gebärdenden abgewandt                         |
| Dᶦ             | Dm             | D=             | hin und her                                            | —                  | —                  | —                  | —                                                 |
| Dɑ             | Da             | Da             | supinieren (Handfläche nach oben drehen)               | Dɑ                 | aD                 | Da                 | supinieren (Handfläche nach oben)                 |
| Dɒ             | Db             | Dᵇ             | pronieren (Handfläche nach unten drehen)               | Dɒ                 | bD                 | Db                 | pronieren (Handfläche nach unten)                 |
| Dω             | Dg             | Dw             | Handgelenk hin & her drehen                            | —                  | —                  | —                  | —                                                 |
| Dᵑ             | Dr             | Dⁿ             | mit der Hand nicken, beugen des Handgelenks            | Dŋ                 | rD                 | Dn                 | gebeugtes Handgelenk                              |
| D◽[D′]        | D*[D′]         | D][D′]         | aufmachen (resultierend Dez D’ gezeigt in Klammern)    | D◽                | *D                 | D]                 | offen                                             |
| D#[D′]         | D#[D′]         | D#[D′]         | geschlossen (resultierend Dez D’ gezeigt in Klammern)  | D#                 | #D                 | D#                 | geschlossen                                       |
| Dᴥ             | De             | De             | wackelnde Finger (Symbol sieht aus wie ein kursives e) | —                  | —                  | —                  | —                                                 |
| D@             | D@             | D@             | Kreis (Symbol ist eine Spirale)                        | —                  | —                  | —                  | —                                                 |
| D⁾⁽            | D)(            | D)             | Ansatz, zusammen bewegen                               | D₎₍                | )(D                | D)                 | nahe                                              |
| D×             | Dx             | Dx             | Kontakt, Berührung                                     | D×                 | xD                 | Dx                 | Berührung                                         |
| D≬             | D$             | Dg             | Verknüpfung, Griff                                     | D≬                 | $D                 | Dg                 | Verknüpfung                                       |
| D‡             | D+             | D+             | Kreuz                                                  | D‡                 | +D                 | D+                 | gekreuzt                                          |
| Dʘ             | Do             | Do             | eingeben                                               | Dʘ                 | oD                 | Do                 | innen                                             |
| D÷             | D%             | D:             | trennen                                                | —                  | —                  | —                  | —                                                 |
| Dʻʼ            | D§ or D&       | D(             | Positionen tauschen                                    | —                  | —                  | —                  | —                                                 |

* Für eine ordnungsgemäße Anzeige ist die Installation der Stokoe-Schriftart erforderlich, die unter dem externen Link unten verfügbar ist.
1 TDx-v-x in ASCII
2 TDxv in ASCII
3 TDx! in ASCII
4 Die Schließhand und die geschlossene Hand wäre D# und #D in dem ASCII-System.
Mehrere Linguisten, einschließlich Kyle & Woll, geben an, dass Stokoe's tab verbindet zwei Parameter, Handform und -stellung, und abgespaltet von der ori (Stellung der Hand) als vierten Parameter. Kendon, jedoch, notiert wie, dass macht es sehr kompliziert, die phonologische Beschreibung von Gebärden, und behält lieber die Orientierung als Aspekt der Handform, mit Änderungen der Stellung analysiert als andere Änderungen in den Händen, und nicht als Veränderungen in einem unabhängigen Parameter.

### Relative Lage
Wenn der tab eine Handform ist, oder dez aus zwei Händen besteht, ein Symbol darf zwischen zwei Buchstaben platziert werden, geben ihre relative Position an. Diese beinhaltet ein paar Bewegungen/Stellungen mit Buchstaben oben. Zusätzlich, gibt es Symbole um die Position oben anzuzeigen, unten, neben, und hinter: der Unterstrich auf dem B in B L zeigt, dass die L-Hand unter der B-Hand platziert ist, mit oder ohne Kontact, etc.
| Unicode | ASCII* | Erklärung                                           |
| ------- | ------ | --------------------------------------------------- |
| B̲ A     | B A    | (unterstrichene) A unter B                          |
| B̅ A     | B A    | (überstrichene) A über B                            |
| BˡB     | B\|B   | B neben B                                           |
| A⌕A     | A\A    | A hinter A                                          |
| B‡B     | B+B    | B-Hände oder Unterarme gekreuzt                     |
| F≬F     | F$F    | F-Hände (Finger) umklammert oder verknüpft          |
| 5ʘG     | 5oG    | G-Hand (Finger) innerhalb 5-Hand (zwischen Fingern) |

* Der freie Font deckt diese Symbole nicht ab.

## Beispiele
Das ist das ASL-Wort snake in Stokoe notation:
Der erste Buchstabe, ᴗ (wie ein U), zeigt,  dass das Wort an der Unterseite (Mund oder Kinn) gebärdet ist. Der Zweite, V⃛ɒ, zeigt, dass die Hand die Form eines daktylisierten "V" hat. Das V hat zwei diakritische Zeichen: die drei Punkte ... darüber zeigen, dass die Finger gebogen (gerollt) sind, während der Index ɒ zeigt, dass die Hand mit dem Handrücken nach oben gehalten wird. Der letzte Buchstabe, @
⊥, ist ein zusammengesetztes sig: die Spirale zeigt eine Kreisbewegung, und der Stift ˔ darunter zeigt, dass die Bewegung nach außen geht. Das ist eine mimetische Gebärde für 'snake', die die Bewegung einer Schlange mit Reißzähnen nachahmt. Es ist alphabetisch sortiert unter dem tab U, dann bei dem dez V, danach bei dem sig @; der Suchende muss nicht wissen,  was es bedeutet oder dass es mit dem englischen Wortglossed snake beschönigt ist, um es nachzuschlagen.
Es folgt eine Passage aus Goldlöckchen und die drei Bären:
| BɑBɑz~                                              | √V⃛√V⃛ ɑ̇• | Ʒ⊥    | []√C‡√Cv ×• | ȜY@ v      | √Gʌ<v< |
| story(?)                                            | quote   | three | bear(s)     | Goldilocks | way.in |
| The story "Goldilocks and the Three Bears". Deep in |         |       |             |            |        |

| Bɑ√Bʌω                                                         | G⊥ | BʌˡBʌ÷ v | ⱰȦ@×          | BɒBɒ⊥ |
| woods                                                          | up | house    | sitting.there | enter |
| the woods, there is a house sitting on a hill. (If you) go in, |    |          |               |       |

| G>                                                | ᴖ5×    | []√C‡√Cv ×• | X⊥X⊥÷ ɑ    | B⊤Vɒv• | BɑL#•     | X⊥X⊥÷ ɑ    |
| that.there                                        | father | bear        | open.paper | read   | newspaper | open.paper |
| (you will see) there Papa Bear reading the paper. |        |             |            |        |           |            |

## Veröffentlichte Verwendung der Stokoe Notation
Die erste Benutzung der Stokoe Notation erschien im ASL-Wörterbuch, zusammengestellt von Stokoe, Casterline und Croneberg, für das es entwickelt wurde. Andere einheimische Gebärdensprach-Wörterbücher-Projekten, zum Beispiel das Dictionary of British Sign Language/English, ed. David Brien, pub. Faber and Faber 1992, und Signs of a Sexual Nature haben die Stokoe Notation integriert. Die Notation wurde auch für die Analyse der Australian Aboriginal sign languages benutzt. Dieses nicht-ASL Projekt wurde um die Notation der Phoneme welche nicht in ASL vorkommen erweitert.